# Liberty Street (Manhattan)

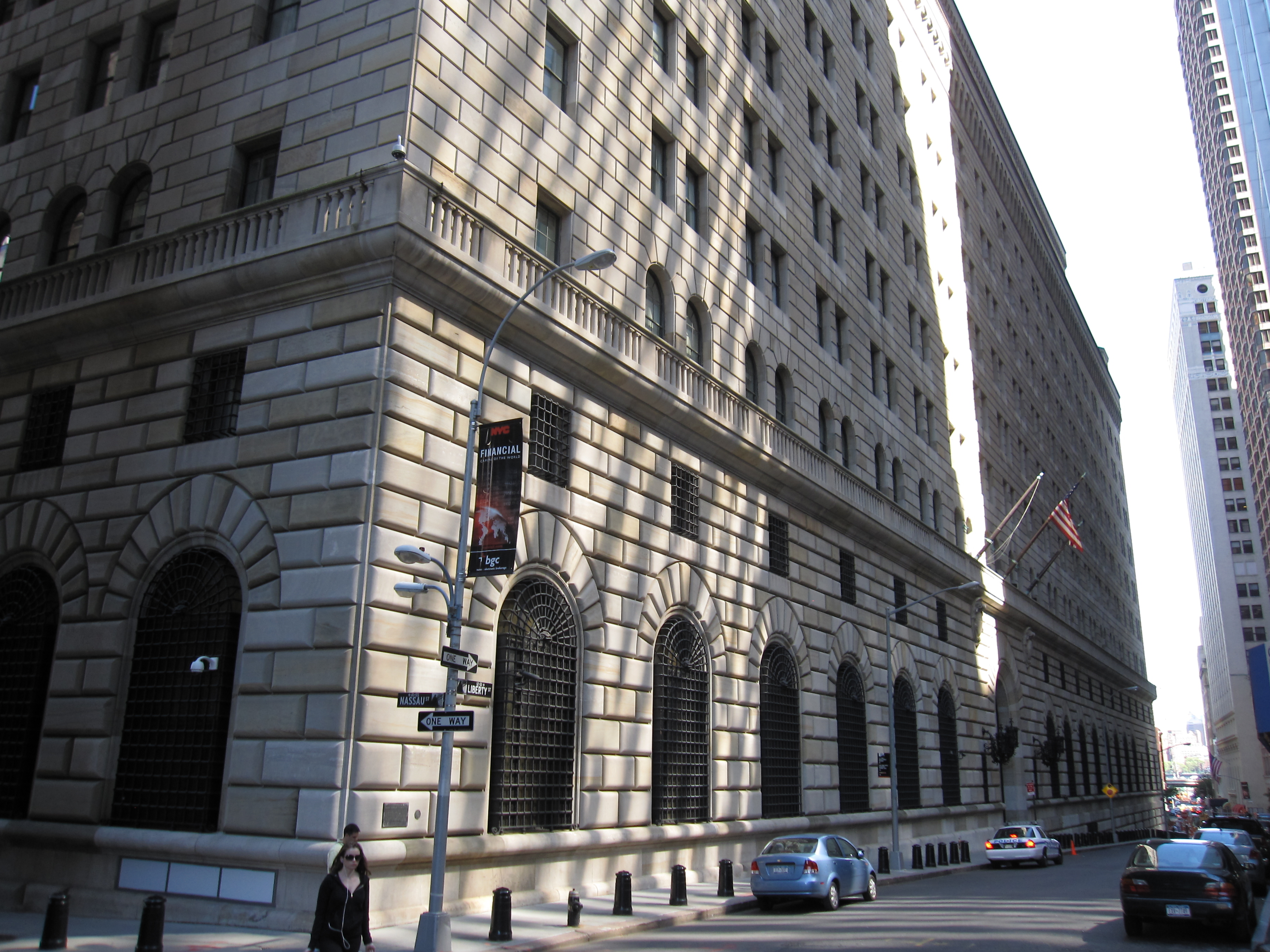
Federal Reserve, 33 Liberty Street

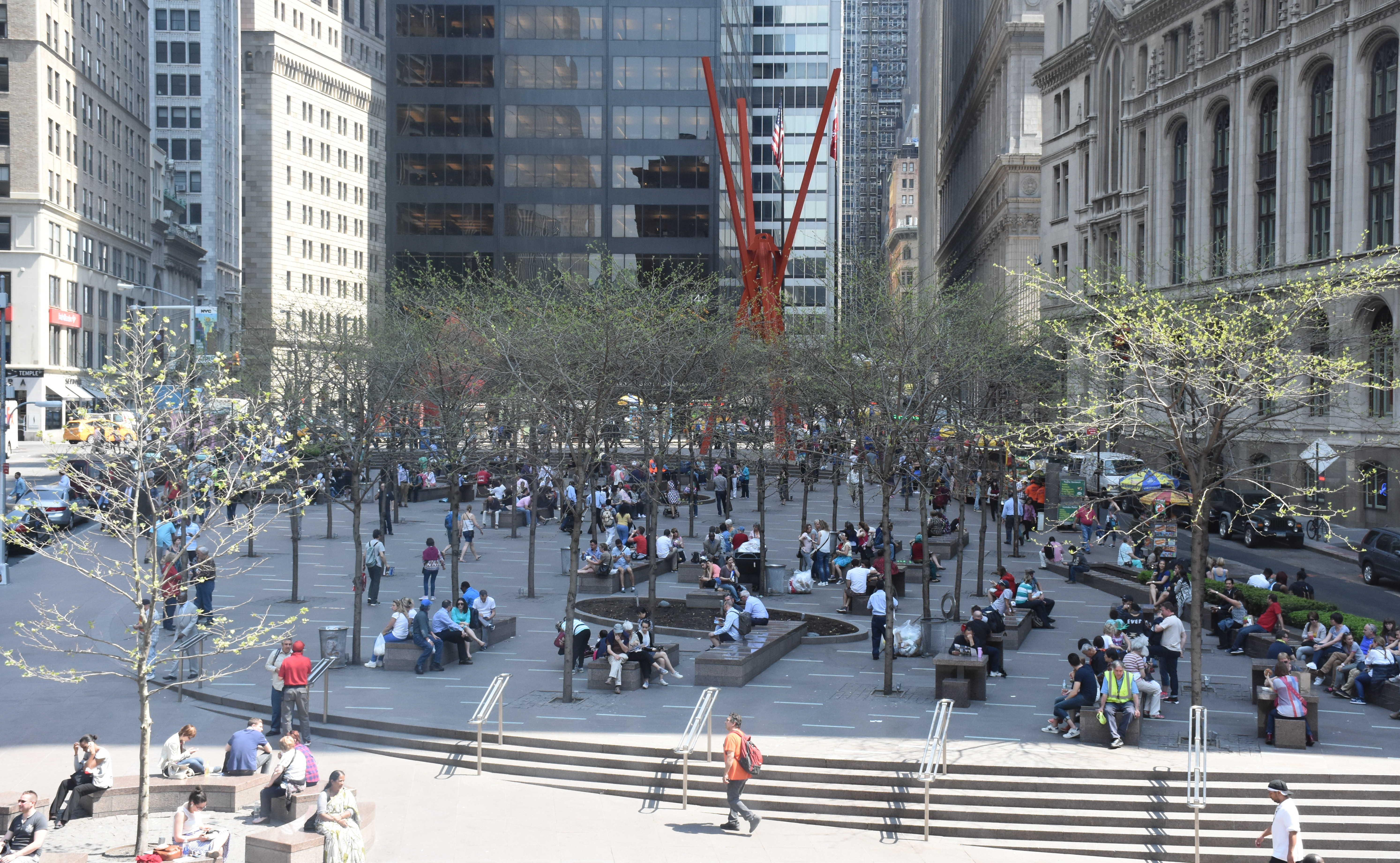
Zuccotti Park

Die Liberty Street ist eine Straße im südlichen Stadtteil Lower Manhattan des Stadtbezirks Manhattan in New York City.
Bis zur Amerikanischen Revolution hieß die Straße Crown Street und wurde 1793 in Liberty Street umbenannt. Sie beginnt im östlichen Teil des Financial Districts an der gemeinsamen Kreuzung mit der Gold Street und der Maiden Lane am „Louise Nevelson Plaza“ und führt in westlicher Richtung bis zur South End Avenue im Brookfield Place (bis 2014 World Financial Center) nahe dem Hudson River.
An der Liberty Street befinden sich die Bauwerke 28 Liberty Street (früher One Chase Manhattan Plaza), Federal Reserve Bank of New York, One Liberty Plaza, 140 Broadway, der Liberty Tower (früher Sinclair Oil Building), die St. Nicholas Greek Orthodox Church, der Zuccotti Park, das World Trade Center mit der Gedenkstätte National September 11 Memorial and Museum und dem Liberty Park, der Gebäudekomplex Gateway Plaza sowie Brookfield Place und die North Cove Marina. Am 11. September 2001 wurde die Straße im Bereich des alten World Trade Centers beim Einsturz des Südturms stark durch herabstürzende Trümmerteile beschädigt.
Die Feuerwachen 10 des New York City Fire Department mit den Einheiten Engine Company 10 und Ladder Company 10 befinden sich in der 124 Liberty Street, direkt gegenüber vom ehemaligen Ground Zero.